# Dollaro emesso dal governo giapponese in Malesia, Borneo del Nord, Sarawak e Brunei

"Banana money" in possesso agli internati civili al campo di Batu Lintang, Sarawak, Borneo. Il termine di "banana money" origina dal motivo dell'albero della banana presente sulla banconota da 10 dollari.

Il dollaro emesso dal governo giapponese è stato una forma di valuta emessa dall'impero giapponese durante l'occupazione di Singapore, della Malesia, del Borneo del Nord, di Sarawak e del Brunei tra il 1942 e il 1945. Tale moneta viene informalmente anche chiamata banana money (Malese: duit pisang), a causa dell'albero della banana presente sulle banconote da 10 dollari. Il dollaro giapponese fu ampiamente usato nei territori occupati dove le valute precedenti erano divenute rare. La valuta era espressa in "dollari" e "cent" come quelle che la avevano preceduta, il dollaro dello Stretto e il dollaro malese.
Il dollaro giapponese fu una delle diverse forme della moneta giapponese d'occupazione emessa in tutto l'Impero giapponese che in quel momento si stava espandendo. Valute simili furono emesse in Birmania (come rupia giapponese), nelle Indie Orientali Olandesi (come fiorino giapponese) e nelle Filippine (come peso giapponese).

## Storia
A seguito alla caduta di Singapore nelle mani dell'impero giapponese il 15 febbraio 1942, i giapponesi introdussero nuove valute in sostituzione di quelle precedentemente utilizzate nei territori occupati - Malesia, Borneo del Nord, Sarawak e Brunei. La nuova valuta in Malesia e Singapore fu emessa con valore pari a quello del dollaro malese, ed entrò in circolazione nel 1942. Come per altre valute emesse dai giapponesi nei territori occupati, gli abitanti locali furono obbligati ad adottare questo tipo di valuta, mentre fu consentito l'utilizzo delle monete esistenti, fino a che la penuria di monete indusse l'amministrazione giapponese ad emettere banconote denominate anche in cent.
Per rifornire le autorità con la valuta là dove era necessaria, furono semplicemente stampate più banconote. Ciò ebbe come conseguenza l'iperinflazione e un duro deprezzamento nel valore della "banana money". Inoltre, la contraffazione fu dilagante anche a causa della mancanza dei numeri di serie su molte banconote. La crescente inflazione associata con gli sforzi degli alleati volti a rovinare l'economia del Giappone, spinsero l'amministrazione giapponese ad emettere banconote di maggior valore ed aumentare la quantità di denaro in circolazione. Ripidi crolli nel valore della valuta e aumenti nel prezzo dei beni avvenivano frequentemente in seguito a una sconfitta giapponese nelle battaglie all'estero.

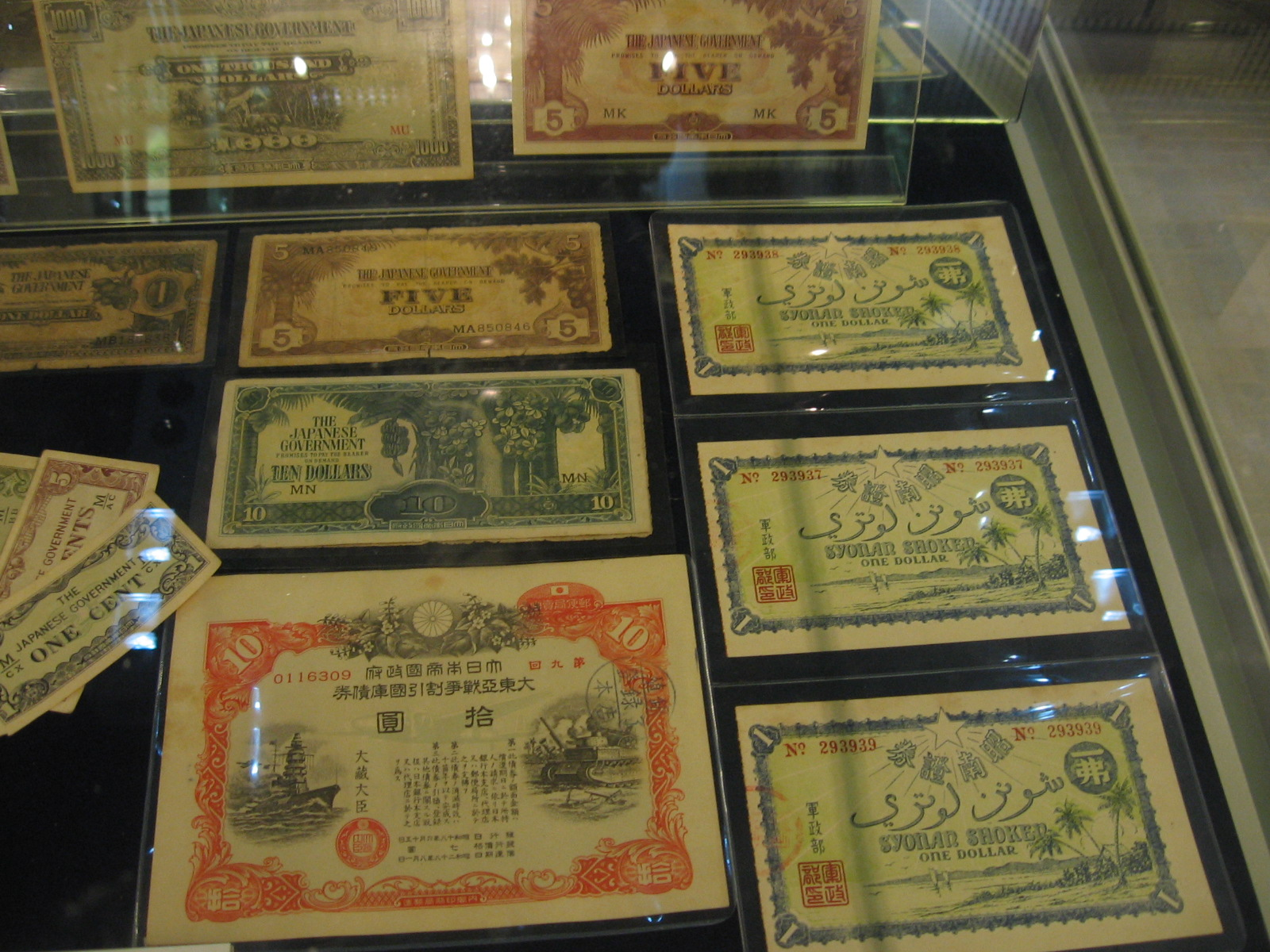
Differenti denominazioni di "banana money" (in alto e a sinistra) in mostra alla Memories at Old Ford Factory, Singapore. Dato che queste banconote divennero senza valore immediatamente dopo la Seconda guerra mondiale, sono usate nelle mostre dei musei e come oggetto da collezione.

Dopo la resa del Giappone, la valuta perse completamente valore, e anche tuttora il governo giapponese rifiuta di cambiare queste valute. Alcuni indigeni riuscirono ad evitare la povertà perché avevano nascosto dollari dello Stretto e dollari malesi, le valute in circolazione prima dell'invasione giapponese. Quelli che avevano nascosto vecchi dollari poterono così usarli nel momento in cui i britannici ristabilirono il controllo su Singapore e sulle colonie vicine, e questi tornarono di nuovo validi. Una quantità delle banconote sopravvissute furono stampate come souvenir di guerra, mentre venne registrato anche il loro utilizzo come carta da stampa per rudimentali calendari del 1946.
Il valore attuale della valuta per i collezionisti dipende dalla loro condizione, dalla presenza o meno di numeri di serie, dall'uso di carta intrecciata, e dal loro utilizzo come specimen. Le comuni banconote senza numeri di serie hanno valore addirittura inferiore a quello facciale, mentre le versioni più rare hanno un valore leggermente superiore se non pari a diverse volte il loro valore facciale. Le banconote stampate come souvenir di guerra sono attualmente rare, mentre le banconote con sovrastampato il calendario del 1946 sono quotate circa 3 000 ringgit (al settembre 2006).
Volantini aventi le dimensioni e ristampati con il fronte delle banconote da dieci dollari vennero lanciati dalle forze aeree britanniche durante l'occupazione giapponese per avvisare la popolazione della potenziale assenza di valore della valuta in caso di sconfitta dei giapponesi. Tra la popolazione la paura di essere trovati in possesso dei volantini portò alla loro rarità e all'attuale alto valore (stimato in 3 000 ringgit al settembre 2006).

## Banconote
La valuta venne emessa solamente sotto forma di banconote, inclusi i tagli in cent. Le banconote avevano alcune caratteristiche in comune con le valute precedenti, come l'uso dei nomi "dollaro" e "cent", anche se non vennero utilizzati i loro rispettivi simboli ($ e ¢). Tuttavia, le lingue utilizzate sulle banconote furono ridotte all'inglese e al giapponese nel margine inferiore delle banconote. Ciascuna banconota recava disegni diversi sia sul fronte sia sul retro, ma condividevano layout simili. Destinate alla circolazione in Malesia, Singapore, Brunei, Sarawak e Borneo del Nord, le banconote erano contrassegnate con la punzonatura di lettere, di cui la prima era la "M" di "Malesia".

### 1, 5 e 10 dollari (1942)
Le prime serie di banconote erano originariamente costituite dai tagli inferiori da 1, 5 e 10 dollari, emessi nel 1942. Ciascuno recava disegni diversi sia sul fronte sia sul retro, ma condividevano layout simili, con illustrazioni di piantagioni sul fronte. Ulteriori banconote da 10 dollari vennero emesse nel 1944.
| Prima serie                                                            | Prima serie | Prima serie | Prima serie       | Prima serie                                                                                                  | Prima serie                                                     | Prima serie       |
| Immagine                                                               | Immagine    | Valore      | Colore principale | Descrizione                                                                                                  | Descrizione                                                     | Data di emissione |
| Fronte                                                                 | Retro       | Valore      | Colore principale | Fronte | Retro                                                           | Data di emissione |
| ---------------------------------------------------------------------- | ----------- | ----------- | ----------------- | --- | --------------------------------------------------------------- | ----------------- |
| 1 dollaro                                                              | 1 dollaro   | $1          | Blu               | Valore nominale in numeri arabi e in inglese; testo "The Japanese Government" in inglese, lettere punzonate. | Valore nominale in numeri arabi.                                | 1942              |
| 5 dollari                                                              | 5 dollari   | $5          | Marrone           | Valore nominale in numeri arabi e in inglese; testo "The Japanese Government" in inglese, lettere punzonate. | Valore nominale in numeri arabi.                                | 1942              |
| 10 dollari                                                             | 10 dollari  | $10         | Grigio            | Valore nominale in numeri arabi e in inglese; testo "The Japanese Government" in inglese, lettere punzonate. | Valore nominale in numeri arabi, immagine del mare dalla costa. | 1942, 1944        |
| Per altre informazioni vedi tabella con le specifiche delle banconote. |             |             |                   | |                                                                 |                   |

### Centesimi (1942)
Nel settembre 1942 furono emesse banconote senza numero di serie in tagli da 1, 5, 10 e 50 cent come risposta alla penuria delle vecchie monete. Le banconote in cent avevano un disegno più semplice, senza l'immagine di piantagioni sul fronte; faceva eccezione la banconota da 50 cent. Le banconote in cent erano notevolmente più piccole di quelle in dollari.
| Prima serie                                                            | Prima serie | Prima serie | Prima serie       | Prima serie                                                                                                  | Prima serie                      | Prima serie       |
| Immagine                                                               | Immagine    | Valore      | Colore principale | Descrizione                                                                                                  | Descrizione                      | Data di emissione |
| Fronte                                                                 | Retro       | Valore      | Colore principale | Fronte | Retro                            | Data di emissione |
| ---------------------------------------------------------------------- | ----------- | ----------- | ----------------- | --- | -------------------------------- | ----------------- |
|                                                                        |             | 1¢          | Blu               | Valore nominale in numeri arabi e in inglese; testo "The Japanese Government" in inglese, lettere punzonate. | Valore nominale in numeri arabi. | Settembre 1942    |
|                                                                        |             | 5¢          | Marrone           | Valore nominale in numeri arabi e in inglese; testo "The Japanese Government" in inglese, lettere punzonate. | Valore nominale in numeri arabi. | Settembre 1942    |
|                                                                        |             | 10¢         | Grigio            | Valore nominale in numeri arabi e in inglese; testo "The Japanese Government" in inglese, lettere punzonate. | Valore nominale in numeri arabi. | Settembre 1942    |
|                                                                        |             | 50¢         | Marrone           | Valore nominale in numeri arabi e in inglese; testo "The Japanese Government" in inglese, lettere punzonate. | Valore nominale in numeri arabi. | Settembre 1942    |
| Per altre informazioni vedi tabella con le specifiche delle banconote. |             |             |                   | |                                  |                   |

### 100 e 1000 dollari (1944)
Il peggioramento delle condizioni economiche negli anni seguenti obbligarono il governo giapponese a stampare, nel 1944, banconote in tagli superiori, da 100 e 1 000 dollari. Le banconote da 100 dollari furono stampate in due versioni estremamente differenti, mentre la banconota da 1 000 dollari era disponibile solamente in una versione. Le illustrazioni sulle banconote si basavano per lo più su immagini di vita rurale. Le banconote da 100 e 1 000 dollari furono le ultime banconote introdotte prima della resa giapponese nell'agosto 1945.
| Prima serie                                                            | Prima serie | Prima serie | Prima serie                     | Prima serie | Prima serie                                                    | Prima serie       |
| Immagine                                                               | Immagine    | Valore      | Colore principale               | Descrizione | Descrizione                                                    | Data di emissione |
| Fronte                                                                 | Retro       | Valore      | Colore principale               | Fronte | Retro                                                          | Data di emissione |
| ---------------------------------------------------------------------- | ----------- | ----------- | ------------------------------- | --- | -------------------------------------------------------------- | ----------------- |
|                                                                        |             | $100        | Marrone                         | Valore nominale in numeri arabi e in inglese; testo "The Japanese Government" in inglese, illustrazione di vita rurale, lettere punzonate.            | Valore nominale in numeri arabi, illustrazione di vita rurale. | 1944              |
|                                                                        |             | $100        | Marrone (fronte), verde (retro) | Valore nominale in numeri arabi e in inglese; testo "The Japanese Government" in inglese, illustrazione di una tenuta della gomma, lettere punzonate. | Valore nominale in numeri arabi, illustrazione di vita rurale. | 1944              |
|                                                                        |             | $1 000      | Marrone                         | Valore nominale in numeri arabi e in inglese; testo "The Japanese Government" in inglese, illustrazione di vita rurale, lettere punzonate.            | Valore nominale in numeri arabi, illustrazione di vita rurale. | 1944              |
| Per altre informazioni vedi tabella con le specifiche delle banconote. |             |             |                                 | |                                                                |                   |